# Montagnieu (Isère)
Montagnieu é uma comuna francesa na região administrativa de Auvérnia-Ródano-Alpes, no departamento de Isère. Estende-se por uma área de 8,83 km². Em 2010 a comuna tinha 1 110 habitantes (densidade: 125,7 hab./km²).